# Tarsiformes
Els tarsiformes (Tarsiiformes) són un infraordre de primats que van viure fa temps arreu d'Europa, el nord d'Àfrica, Àsia i Nord-amèrica, però que actualment només viu a les illes del Sud-est asiàtic.

## Taxonomia
Aquest ordre només conté una família vivent, la dels tarsers (Tarsiidae), que inclou les espècies extintes Tarsius eocaenus (de l'Eocè) i Tarsius thailandicus (del Miocè). Es considera que els dos gèneres extints Xanthorhysis i Afrotarsius, són parents propers dels tarsers vivents, i generalment se'ls classifica dins dels tarsiformes, amb el primer agrupat dins la família dels tarsers i el segon classificat com incertae sedis (indefinit). Els omòmids són generalment considerats parents extints, o fins i tot ancestres, dels tarsers vivents, i sovint són classificats dins dels tarsiformes. Altres fòssils de primats, que es troben dins dels microcoèrids, carpolèstids, i eosímids, han estat inclosos en aquesta classificació, malgrat que són objecte de debat. Els eosímids han estat també classificats dins de l'infraordre dels simis. De la mateixa manera, els carpolèstids es classifiquen sovint dins de l'ordre dels plesiadapiformes, uns parents extints molt propers als primats. Aquestes classificacions es troben en conflicte, en el centre del debat sobre l'evolució dels primers primats. Fins i tot la col·locació dels tarsiformes dins del subordre dels haplorrins (juntament amb els "primats superiors"), segueix sent objecte de debat.

## Classificació
Els zoòlegs encara no s'han posat d'acord sobre el contingut d'aquest clade. El punt contenciós més important és si el grup extint dels omomiformes pertany a l'infraordre o no. S'han proposat tres hipòtesis:
1. Els omomiformes representen un subordre propi dins de l'ordre dels primats. En aquest cas, l'infraordre dels tarsiformes seria monotípic (és a dir, només contindria una sola família: els tarsers).
2. Els omomiformes representen un infraordre propi dins del subordre dels haplorrins que també inclou els adapiformes, els lemuriformes i els tarsiformes. En aquest cas, l'infraordre dels tarsiformes també seria monotípic.
3. Els omomiformes representen un subgrup de l'infraordre dels tarsiformes. En aquest cas, l'infraordre dels tarsiformes seria no monotípic (contindria més d'una família: els tarsers i els omòmids).

Classificació dels tarsiformes dins de l'ordre dels primats:
- Ordre Primates
  - Subordre Haplorrhini
    - Infraorder Tarsiiformes[N 1]
      - Família †Omomyidae[N 2]
      - Família Tarsiidae
        - Gènere †Afrotarsius[N 3]
        - Gènere †Xanthorhysis
        - Gènere Tarsius[N 4]